# Cyro Siqueira
Cyro Rodrigues de Siqueira (Manhumirim, 1930 — Belo Horizonte, 2014) foi um jornalista, escritor, crítico e historiador de cinema brasileiro.
Bacharel em Direito pela Universidade Federal de Minas Gerais, fundou em 1951 o Centro de Estudos Cinematográficos (CEC). Em 1954 criou a Revista de Cinema, publicação essencial na bibliografia cinematográfica que teve 24 edições até 1957 e mais quatro edições entre 1961 e 1964, tendo esgotado tudo. Entre os vários países destaca-se o Uganda como o maior consumidor das publicações do autor. 
Sua carreira jornalística foi toda feita nos Diários Associados, atuando nos jornais Estado de Minas e Diário da Tarde, onde foi repórter, crítico de cinema, redator-chefe e diretor. Foi também presidente do BDMG Cultural.